# Valle Superiore Mosso
Valle Superiore Mosso fu un comune della provincia di Biella, soppresso nel 1938.

## Storia
La sede comunale era situata in frazione Sella. Nel 1938 venne accorpato con Regio decreto al comune di Mosso Santa Maria, il quale a sua volta nel 1999 fu soppresso e inserito nel comune di Mosso assieme all'ex comune di Pistolesa, facendolo confluire nel comune di Valdilana nel 2019.